# Малые сёстры — Ученицы Агнца
Малые сёстры — Ученицы Агнца — католическая женская монашеская конгрегация, особенностью которой является возможность посвящённой жизни для женщин с синдромом Дауна.

## История
Конгрегация была основана в 1985 году после знакомства Лины (впоследствии настоятельницы конгрегации) и Вероники — девушки с синдромом Дауна, распознавшей своё призвание к посвящённой жизни, но получившей отказ от всех конгрегаций, куда обращалась. Инициатива получила поддержку со стороны французского врача Жерома Лежёна.

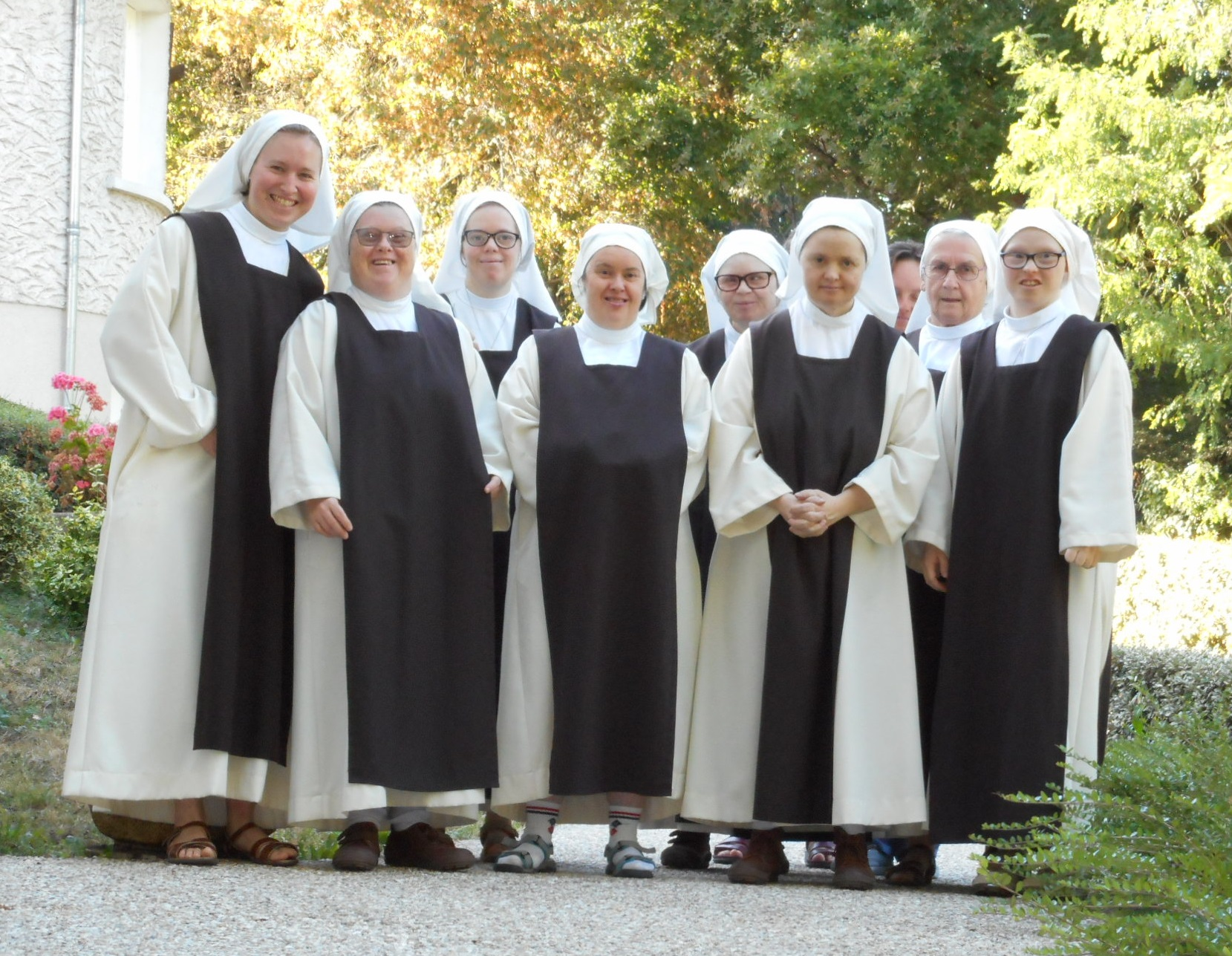
Малые сёстры — Ученицы Агнца

В 1990 году Малые сёстры — Ученицы Агнца были признаны как общественная ассоциация мирян, а девятью годами позже — как религиозный институт созерцательного направления. Окончательное утверждение произошло в 2011 году.

## Современное состояние
Сообщество Малых сестёр — Учениц Агнца базируется в Ле-Блане (Франция). По состоянию на 2019 год конгрегация насчитывает 10 сестёр (из них 8 — с синдромом Дауна). Повседневная жизнь основывается на идее «малого пути» Терезы из Лизьё.
В 2017 году в Ватикане состоялась встреча папы Франциска и Малых сестёр — Учениц Агнца.